# Wahlleistung
Die Wahlleistung ist ein Begriff aus dem Krankenhauswesen. Bezeichnet werden damit Leistungen, die nicht der medizinisch notwendigen Versorgung dienen, die als gesetzliche Leistungen von den gesetzlichen Krankenkassen bezahlt werden. Dazu gehören z. B. die Unterbringung im 1- oder 2-Bett Zimmer, die Versorgung mit medizinischen Extras oder die Behandlung durch Wahlärzte im Krankenhaus.
Bei der Unterbringung können weitere Extras hinzu gebucht werden, wie z. B. ein Internetanschluss, Wahlverpflegung, Mitaufnahme eines Partners, Fernsehen am Bett. Zu den medizinischen Extras gehören Behandlungen, für die es keine medizinische Indikation gibt (z. B. Schönheitsoperationen), erweiterte Leistungen im Zusammenhang mit den allgemeinen Krankenhausleistungen (z. B. erweiterte Laborleistungen) oder Alternativleistungen, die von der vorgesehenen Standardbehandlung abweichen (z. B. neuartige Implantate oder Operationsmethoden). Wahlärzte sind die liquidationsberechtigten Ärzte des Krankenhauses, die über besondere Qualifikationen und Erfahrungen in ihrem medizinischen Gebiet verfügen. In der Regel sind dies die Chefärzte des Krankenhauses.

## Rechtliche Situation in Deutschland
Gesetzlich krankenversicherte Patienten müssen Wahlleistungen grundsätzlich selbst bezahlen. Es werden jedoch private Zusatzversicherungen für den Krankenhausaufenthalt angeboten, die z. B. die Kosten für eine Unterkunft in einem Ein- oder Zweibettzimmer und/oder die Behandlung durch Wahlärzte erstatten.
Wahlleistungen können Patienten nur dann in Rechnung gestellt werden, wenn diese vorab einen schriftlichen Vertrag mit dem Krankenhaus schließen (§ 17 des Krankenhausentgeltgesetzes). Diese sogenannte Wahlleistungsvereinbarung wird erst mit der Unterschrift des Patienten oder seines Bevollmächtigten/Betreuers und der Unterschrift des Arztes bzw. des Krankenhausvertreters wirksam. Vereinbarungen, die ausschließlich vom Patienten unterschrieben werden, sind unwirksam.
Die Berechnung der ärztlichen und medizinischen Wahlleistungen richtet sich nach der Gebührenordnung für Ärzte (GOÄ), es dürfen keine Pauschalhonorare berechnet werden. Rechnungen über wahlärztliche Leistungen sind um 25 Prozent zu ermäßigen. Handelt es sich um Rechnungen externer Wahlärzte, d. h. Ärzte, die von Wahlärzten im Krankenhaus, in dem sich der Patient befindet, beauftragt wurden, so sind diese um 15 Prozent zu ermäßigen.